# Vampire Savior: The Lord of Vampire
Pour les articles homonymes, voir The Lord of Vampire.
Vampire Savior: The Lord of Vampire (ヴァンパイア セイヴァー The Lord of Vampire) est un jeu vidéo de combat développé et édité par Capcom en mai 1997 sur CP System II. C'est le troisième jeu de la série Darkstalkers,.

## Portages
- Saturn : 1998
- PlayStation 2 : 2005, dans la compilation Vampire: Darkstalkers Collection